# ساندراوینانی
ساندراوینانی (به لاتین: Sandravinany) یک منطقهٔ مسکونی در ماداگاسکار است که در ونگایندرانو واقع شده‌است. ساندراوینانی ۳۸۰ کیلومتر مربع مساحت و ۱۰٬۰۰۰ نفر جمعیت دارد و ۱۴ متر بالاتر از سطح دریا واقع شده‌است.